# Faimosul paparazzo
Faimosul paparazzo é um filme de drama romeno de 1999 dirigido e escrito por Nicolae Mărgineanu e Rasvan Popescu. Foi selecionado como representante da Romênia à edição do Oscar 2000, organizada pela Academia de Artes e Ciências Cinematográficas.

## Elenco
- Marcel Iureș - Gari
- Maria Ploae - Miss
- Gheorghe Dinică
- Valeriu Popescu
- Draga Olteanu-Matei
- Alexandru Repan
- Victoria Cociaș
- Gheorghe Visu
- Mădălina Constantin
- Vlad Ivanov
- George Alexandru
- Adriana Trandafir
- Valentin Teodosiu
- Adriana Șchiopu
- Monica Ghiuță
- Tudor Manole